# Микале, Рожерио
Марио Рожерио Рейс Микале (порт.-браз. Mário Rogério Reis Micale; род. 28 марта 1969, Салвадор) — бразильский футбольный тренер, работающий преимущественно с молодёжными командами.

## Биография
Рожерио Микале играл в футбол на позиции вратаря. Он начал карьеру в клубе «Португеза Лондриненсе» в конце 1980-х годов. Затем выступал за другие клубы из штата Парана: «Лондрину», «Апукарану» и «Операрио Ферровиарио» из Понты-Гросы. Завершил карьеру футболиста в возрасте 23 лет, после чего открыл в Лондрине футбольную школу и начал тренерскую карьеру.
С конца 1990-х годов работал главным тренером молодёжных команд, в основном представлявших штат Парана. Со своими командами выигрывал множество молодёжных турниров, как на уровне штата, так и на национальном уровне.
В 2005—2008 годах работал в системе клуба «Фигейренсе», в 2008 году выиграл молодёжный чемпионат штата и престижный турнир «Кубок Сан-Паулу». В том же сезоне главная команда клуба неудачно выступала в Серии А, и Рожерио был назначен исполняющим обязанности главного тренера, однако не смог спасти команду от вылета в Серию Б.
В 2009—2015 годах работал тренером молодёжного состава клуба «Атлетико Минейро», за исключением 2011 года, когда тренировал взрослую команду «Гремио Баруэри», выступавшую в Серии Б. С молодыми футболистами «Атлетико Минейро» тренер неоднократно выигрывал международные турниры в Голландии и Германии, становился чемпионом штата среди молодёжи, а в 2009 году выиграл серебряные медали молодёжного чемпионата Бразилии.
В 2015 году назначен тренером молодёжной и олимпийской сборных Бразилии, сменив Алешандре Галло. На чемпионате мира среди молодёжи 2015 года со своей командой выиграл серебряные медали, уступив в финале в дополнительное время команде Сербии. На Пан-Американских играх 2015 олимпийская сборная Бразилии под руководством Рожерио вышла в полуфинал, где уступила Уругваю.
21 июля 2017 года назначен главным тренером «Атлетико Минейро». Контракт подписан до конца сезона 2017. 24 сентября 2017 года уволен после поражения в домашнем матче 25-го тура чемпионата Бразилии 2017 против «Витории» (1:3).

## Достижения
Сборная Бразилии
- Олимпийский чемпион: 2016